# David Ramadingaye
David Ramadingaye (Oulu, 14 settembre 1989) è un calciatore finlandese naturalizzato ciadiano, centrocampista del PoPo.

## Carriera

### Club
Ha giocato nella massima serie finlandese con varie squadre.

### Nazionale
Ha giocato nelle nazionali giovanili finlandesi Under-18 ed Under-19.
Nel 2023 ha esordito nella nazionale maggiore del Ciad.

## Statistiche

### Presenze e reti nei club
Statistiche aggiornate al 18 ottobre 2021.
| Stagione        | Squadra         | Campionato      | Campionato | Campionato | Coppe nazionali | Coppe nazionali | Coppe nazionali | Coppe continentali | Coppe continentali | Coppe continentali | Altre coppe | Altre coppe | Altre coppe | Totale | Totale |
| Stagione        | Squadra         | Comp            | Pres       | Reti       | Comp            | Pres            | Reti            | Comp               | Pres               | Reti               | Comp        | Pres        | Reti        | Pres   | Reti   |
| --------------- | --------------- | --------------- | ---------- | ---------- | --------------- | --------------- | --------------- | ------------------ | ------------------ | ------------------ | ----------- | ----------- | ----------- | ------ | ------ |
| 2009            | Klubi 04        | Y               | 21         | 2          |                 | -               | -               |                    | -                  | -                  |             | -           | -           | 21     | 2      |
| 2010            | Klubi 04        | Y               | 19         | 2          |                 | -               | -               |                    | -                  | -                  |             | -           | -           | 19     | 2      |
| Totale Klubi 04 | Totale Klubi 04 | Totale Klubi 04 | 40         | 4          |                 | -               | -               |                    | -                  | -                  |             | -           | -           | 40     | 4      |
| 2010            | HJK             | VL              | 1          | 0          | CdL             | 5               | 0               | UCL                | 0                  | 0                  |             | -           | -           | 6      | 0      |
| 2011            | MyPa            | VL              | 25         | 0          | CF+CdL          | 1+4             | 0               |                    | -                  | -                  |             | -           | -           | 30     | 0      |
| 2012            | MyPa            | VL              | 26         | 1          | CF+CdL          | 3+5             | 0               | UEL                | 3                  | 0                  |             | -           | -           | 37     | 1      |
| 2013            | MyPa            | VL              | 26         | 0          | CdL             | 5               | 0               |                    | -                  | -                  |             | -           | -           | 31     | 0      |
| Totale MyPa     | Totale MyPa     | Totale MyPa     | 77         | 1          |                 | 18              | 0               |                    | 3                  | 0                  |             | -           | -           | 98     | 1      |
| 2014            | IFK Mariehamn   | VL              | 25         | 2          | CF+CdL          | 3+6             | 0               |                    | -                  | -                  |             | -           | -           | 34     | 2      |
| 2015            | Honka           | Ka              | 7          | 1          |                 | -               | -               |                    | -                  | -                  |             | -           | -           | 7      | 1      |
| 2015            | RoPS            | VL              | 4          | 0          |                 | -               | -               |                    | -                  | -                  |             | -           | -           | 4      | 0      |
| 2016            | AC Oulu         | Y               | 22         | 8          | CF              | 1               | 1               |                    | -                  | -                  |             | -           | -           | 23     | 9      |
| 2017            | AC Oulu         | Y               | 20         | 3          | CF              | 3               | 0               |                    | -                  | -                  |             | -           | -           | 23     | 3      |
| 2018            | AC Oulu         | Y               | 24         | 1          |                 | -               | -               |                    | -                  | -                  |             | -           | -           | 24     | 1      |
| 2019            | AC Oulu         | Y               | 20         | 5          | CF              | 4               | 2               |                    | -                  | -                  |             | -           | -           | 24     | 7      |
| Totale AC Oulu  | Totale AC Oulu  | Totale AC Oulu  | 86         | 17         |                 | 8               | 3               |                    | -                  | -                  |             | -           | -           | 94     | 20     |
| 2020            | KTP             | Y               | 18         | 7          | CF              | 6               | 0               |                    | -                  | -                  |             | -           | -           | 24     | 7      |
| 2021            | KTP             | VL              | 20         | 3          | CF              | 3               | 0               |                    | -                  | -                  |             | -           | -           | 23     | 3      |
| Totale KTP      | Totale KTP      | Totale KTP      | 38         | 10         |                 | 9               | 0               |                    | -                  | -                  |             | -           | -           | 47     | 10     |
| Totale carriera | Totale carriera | Totale carriera | 278        | 35         |                 | 49              | 3               |                    | 3                  | 0                  |             | -           | -           | 330    | 38     |

## Palmarès

### Club

#### Competizioni nazionali
- Campionato finlandese: 1

HJK: 2010